# 고요시노촌
고요시노촌(古吉野村)은 오카야마현 가쓰타군에 있던 촌이다. 현재의 쇼오정에 해당한다.